# Мансфельдская горнодобывающая железная дорога
Мансфельдская горнодобывающая железная дорога в Бендорфе (регион Мансфельд-Зюдгарц, земля Саксония-Анхальт) с шириной колеи 750 миллиметров является старейшей действующей узкоколейной железной дорогой в Германии. Она эксплуатируется на части ранее обширной сети горнодобывающих железных дорог в историческом районе Мансфельд в качестве паровой музейной железной дороги.

## История
Добыча медной руды вокруг Мансфельда велась с 1199 года. В 1885 году была открыта железная дорога длиной 5,5 км (3,4 мили), соединяющая шахту Глюкхильф в Вельфесхольце и плавильный завод Kupferkammer в Хетштедте. Сначала он перевозил только товары, но в 1882 году начал перевозить шахтёров. В 1883 году в Клостермансфельде были созданы мастерские.
К 1930 году железная дорога расширилась до 95 километров (59 миль) пути, обслуживая 13 медных рудников и два плавильных завода, и имела развязки с двумя станциями, обслуживаемыми поездами стандартной колеи. В 1930-х годах были введены вагоны-транспортёры, а также пневматические тормоза на подвижном составе. Движение на Мансфельдской горнодобывающей железной дороге достигло своего пика в 1955 году. Первые тепловозы были введены в 1961 году. В 1965 году паровоз № 10 стал первым узкоколейным локомотивом в Германии, переведённым на нефтяное топливо.
Между 1964-69 годами последние медные рудники в Айслебене и Хетштедте были закрыты. Перевозка пассажиров прекратилась в 1970 году. Плавильный завод в Айслебене закрылся в 1972 году, а трасса между Айслебеном и Хельброй была поднята несколько лет спустя. В 1989 году закрылись плавильный завод и электростанция в Хельбре, а вместе с ней и железная дорога.

## Музей
В 1990 году железная дорога между Хетштедтом и Клостермансфельдом вновь открылась как музейная Мансфельдская горнодобывающая железная дорога. К 1993 году все остальные линии были сняты. В 1994 году оставшаяся линия была передана объединению Mansfelder Bergwerksbahn e.V. Она поддерживается как часть промышленного и горнодобывающего наследия Германии.